# Synegia prospera
Synegia prospera là một loài bướm đêm trong họ Geometridae.